# Armand Djerabe
Armand Djerabe (* 11. Oktober 1980) ist ein tschadischer Fußballspieler. Er spielt als Verteidiger für die Tschadische Fußballnationalmannschaft.

## Karriere
Armand Djerabe begann seine Karriere im Jahr 2003 in Kamerun bei Cotonsport Garoua. 2006 verließ er den Verein und spielte ein Jahr später für Lions FC Natitnggou in Benin. Nachdem er 2009 die Lions verlassen hatte, wechselte er 2010 zum Konkurrenten Requins de l’Atlantique FC. Anschließend spielte er für Vereine der tschadischen Hauptstadt.

## Nationalmannschaft
In der Qualifikation zur Fußball-Weltmeisterschaft 2010 absolvierte er fünf Partien. Zwischen 2002 und 2008 absolvierte er 89 Länderspiele und erzielte dabei vier Tore.